# Шоломіцькі
Шоломіцькі гербу Гіпоцентавр (пол. Szołomicki, біл. Шаламіцкі) — пінський шляхетський рід.

## Походження
Належали до зем'ян. Родовим гніздом було село Шоломичі Пінського повіту.
В 1572 р. Григорій Шоломіцький також став власником земель в Вилазах. В кінці XVIII — на початку XIX ст. одна з гілок переселилась в Київську губернію.
Вихідці з роду обіймали різні посади в Пінському повіті: Криштоф Шоломіцький до 1685 р. був пінським обозним, Стефан Шоломіцький з 1700 р. був пінський стражником, а Самуель в 1717 р. був панцирним товаришем. Також імовірно що до цього роду належав пінський крайчий Димітр.
Після поділів Речі Посполитої рід був визнаний в дворянські гідності, і надалі внесений в родовідні книги Мінської губернії.

## Відомі представники
- Шоломицький Антон Амфілохійович (1836—1901) — січневий повстанець.
- Шоломицький Федір Дем'янович (1912—1964) — українсько-канадський письменник.[9][10]